# 동양극장 (드라마)
《동양극장》은 2001년 6월 9일부터 2001년 9월 9일까지 방영된 KBS 2TV 주말 드라마이다.

## 등장 인물
- 이재룡 : 황철 역
- 이승연 : 차홍녀 역
- 정선경 : 문예봉 역
- 권해효 : 임선규 역
- 김병세 : 홍순언 역
- 박지영 : 배구자 역
- 김갑수 : 최독견 역
- 정원중 : 박진 역
- 김영기 : 홍해성 역
- 최지나 : 유순옥 역
- 박순천 : 복혜숙 역
- 송채환 : 남능선 역
- 박인환 : 문수일 역
- 홍수현 : 가스꼬 역
- 장태성 : 김두한 역
- 박철호 : 심영 역
- 안승민 : 김기환 역
- 임채무 : 이경환 역
- 송금식 : 김기동 역
- 김인문 : 송씨 역
- 이영후 : 지두한 역
- 이순재 : 와께지마 역
- 손종범 : 김해수 역
- 이인혜 : 옥심 역
- 김동수 : 라무네킴 역
- 김경숙 : 차홍진 역
- 한희 : 차홍순 역
- 정의갑 : 마상태 역
- 윤택상 : 양시찬 역
- 윤용현 : 긴따로 역
- 김애란 : 지경순 역
- 이정용 : 히로시 역
- 김규철 : 양천명 역
- 남현주 : 최양희 역
- 최정윤 : 문정현 역
- 허남성 : 김정호 역
- 최우혁 : 어린 김희수 역
- 함석훈
- 윤영주 : 김선영 역
- 박종설
- 임병기
- 남포동
- 김지영
- 강만희
- 손호균
- 김덕현
- 하다솜 : 이정순 역
- 박현숙
- 정호근
- 이칸희
- 이원발
- 서권순
- 박종관
- 김원배
- 이철민
- 한경선
- 안신우
- 김성수
- 권혁풍
- 조양자
- 장기용
- 김하림
- 윤진호 : 쌍칼 역
- 신귀식

## 참고 사항
- 차홍녀 역은 당초 오연수, 김지수[1], 하희라[2] 등이 물망에 오른 바 있었으나 "연기력이 부족하고 서구적인 외모를 가진 신세대 탤런트로는 캐스팅이 어렵다"는 탓인지 우여곡절 끝에 이승연이 차홍녀 역으로 낙점됐다.
- 당초 미니시리즈로 기획[3]되었으나 제작비 탓인지 주말드라마로 변경된 바 있었다.
- 작은 눈과 큰 체격 때문에 '외모가 닮았다'는 평인지 장태성을 김두한 역으로 캐스팅했지만 김두한의 비중이 너무 작아서 "김두한이 등장한 드라마 중 유일하게 흥행에 실패한 작품"으로 기록에 남았다.[4]
- 재방송 당시 지나친 폭력묘사로 과거 `주의'와 `경고'를 받았던 장면을 아무런 조치 없이 그대로 방영하여 방송위원회로부터 `경고'를 받기도 했다[5].
- 방영 전의 캐스팅 문제 등에서 생긴 홍역을 극복하지 못한 채 7~8% 대의 저조한 시청률로 기대 이하의 성적에 그쳤다.